# 1 Pułk Szwoleżerów-Lansjerów Gwardii Cesarskiej

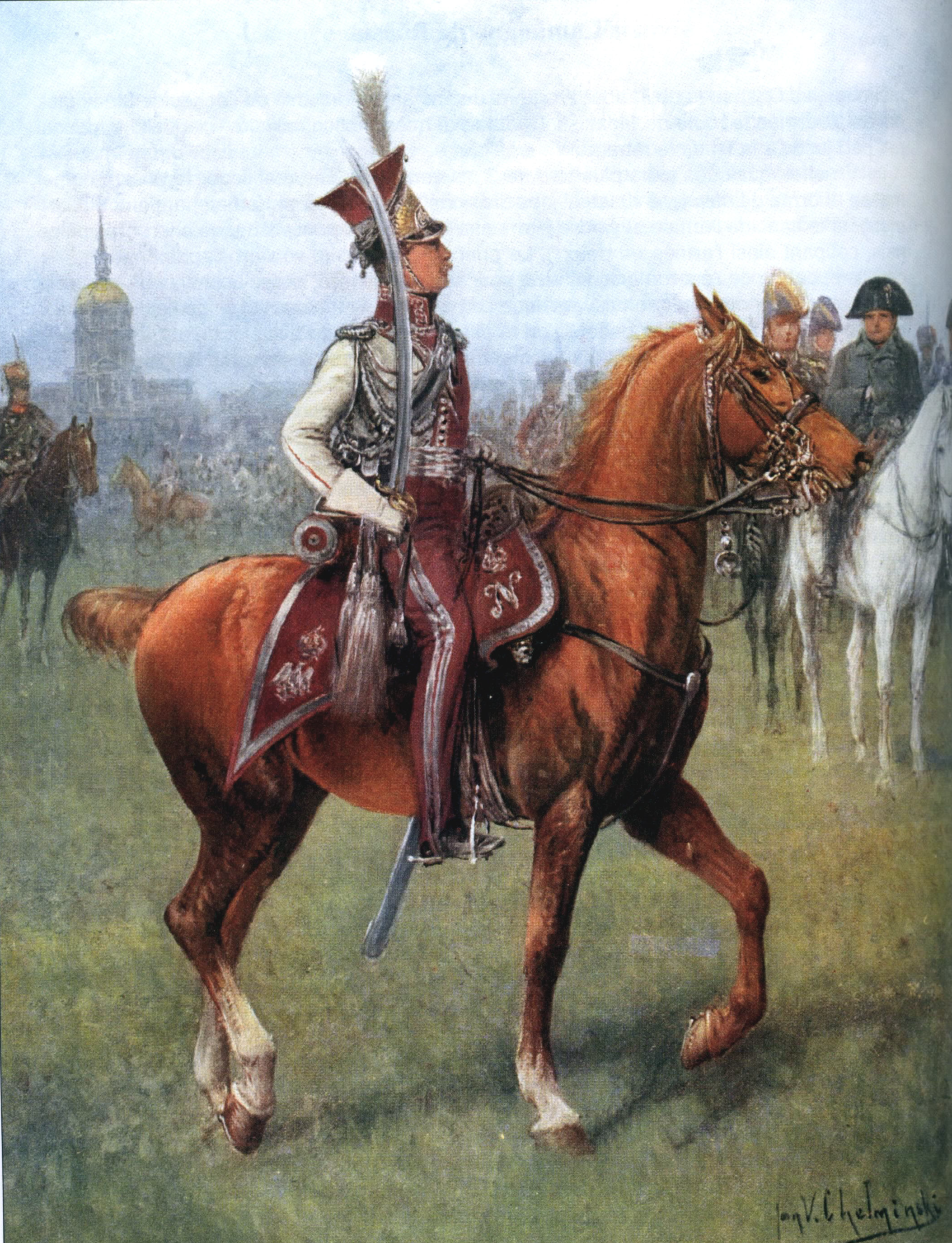
Oficer 1 Pułku Szwoleżerów-Lansjerów Gwardii Cesarskiej w mundurze paradnym

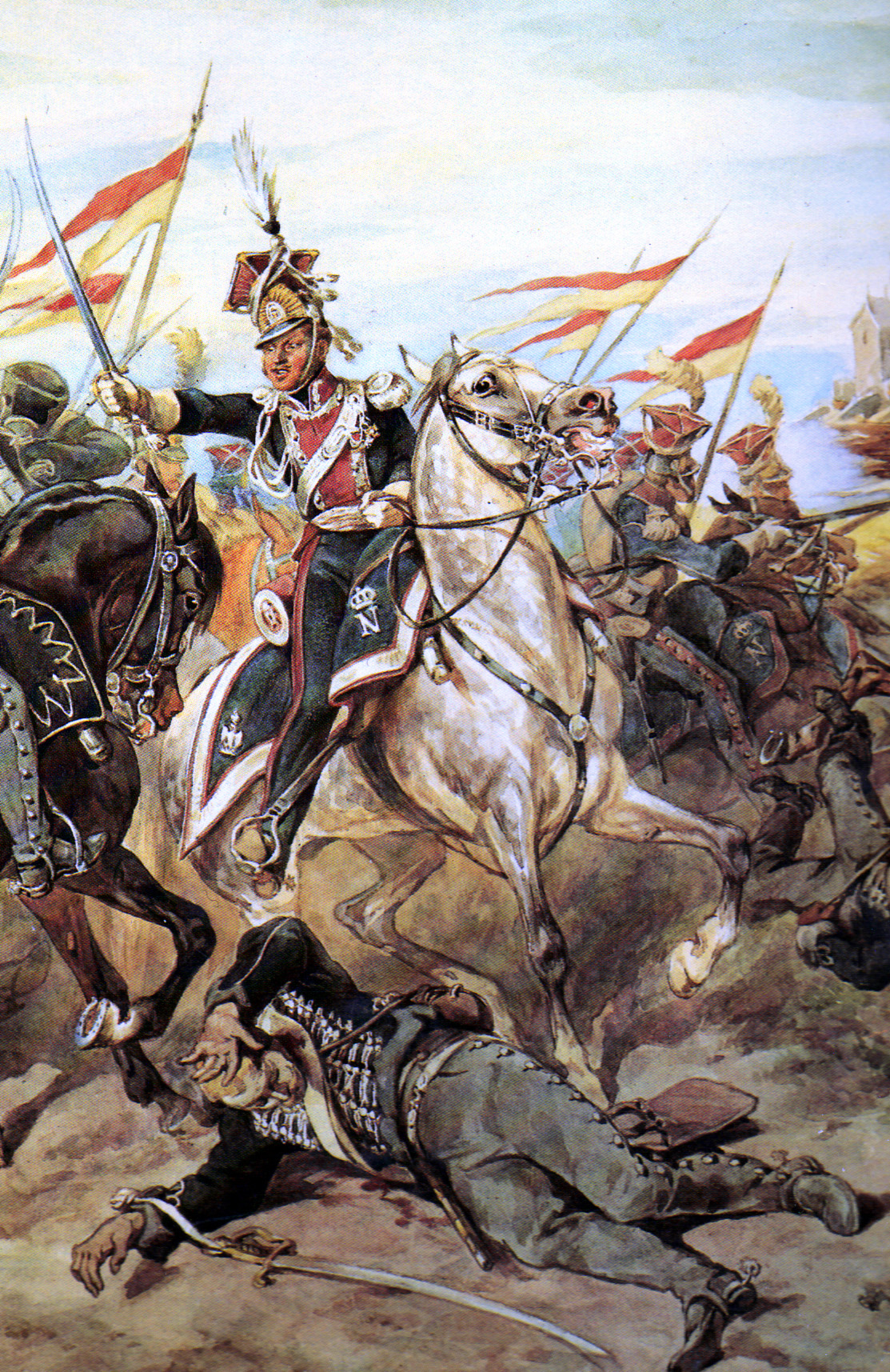
Szwoleżerowie w bitwie, mal. Juliusz Kossak Uwaga: barwy proporczyków w rzeczywistości były amarantowe u góry i białe u dołu

Szwoleżer w letnim mundurze polowym, mal. Juliusz Kossak

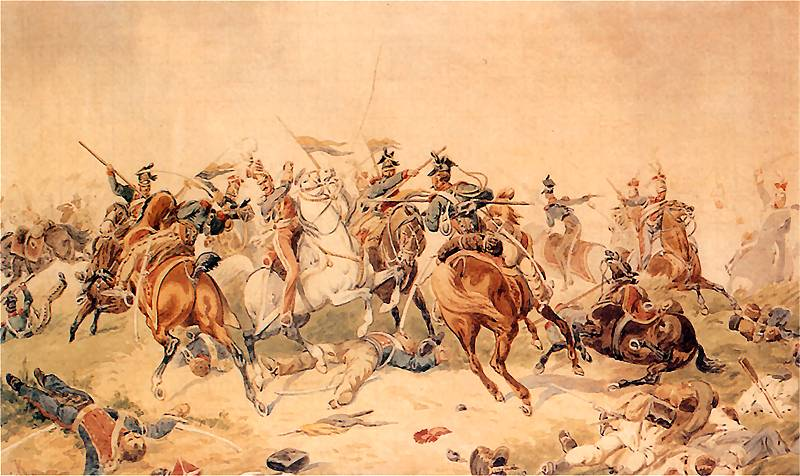
Wagram. Tomasz Łubieński wśród ułanów austriackich, mal. Juliusz Kossak

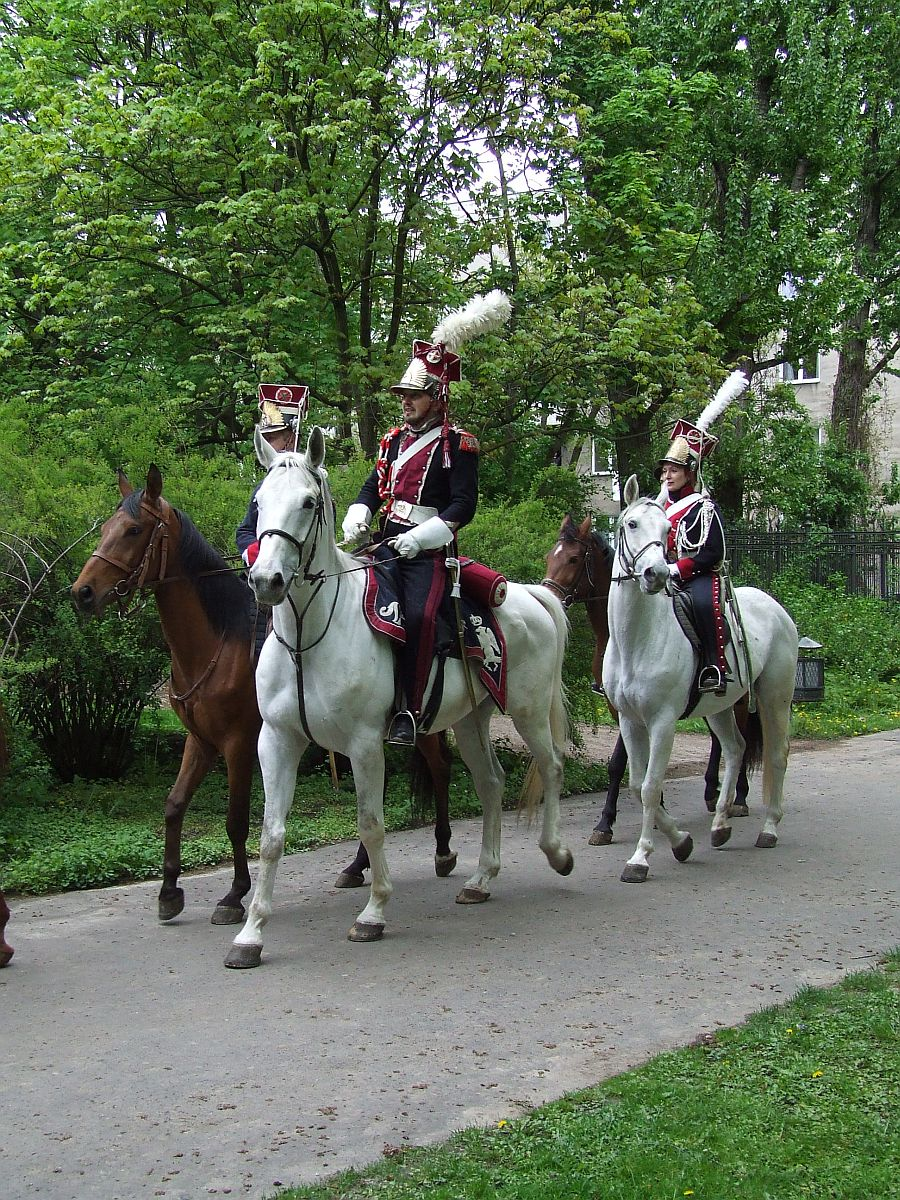
1 Pułk Szwoleżerów-Lansjerów Gwardii Cesarskiej, rekonstrukcja, parada z okazji święta 3 maja, Łazienki

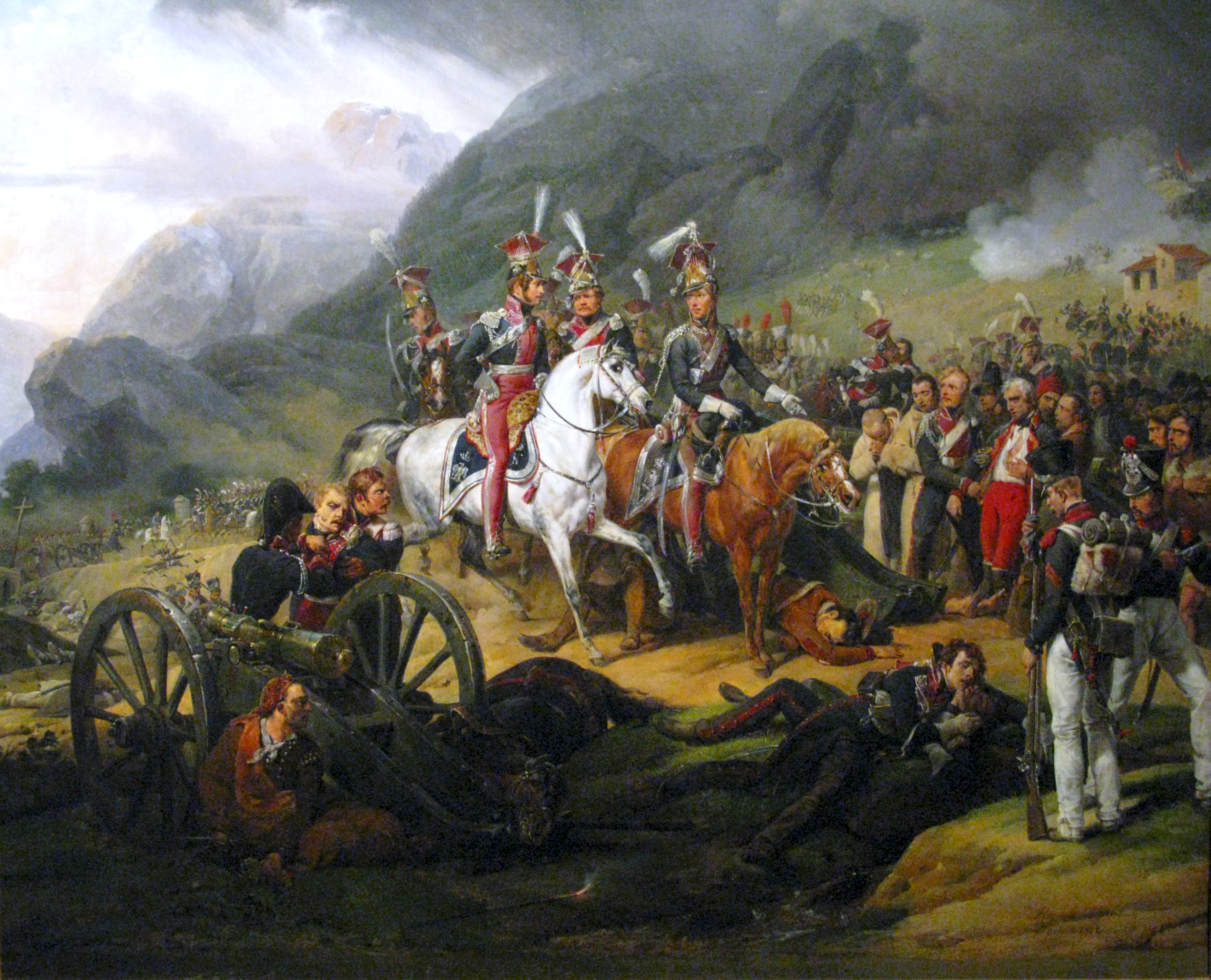
Wincenty Krasiński i Tomasz Andrzej Łubieński po zdobyciu przełęczy na obrazie Horacego Verneta

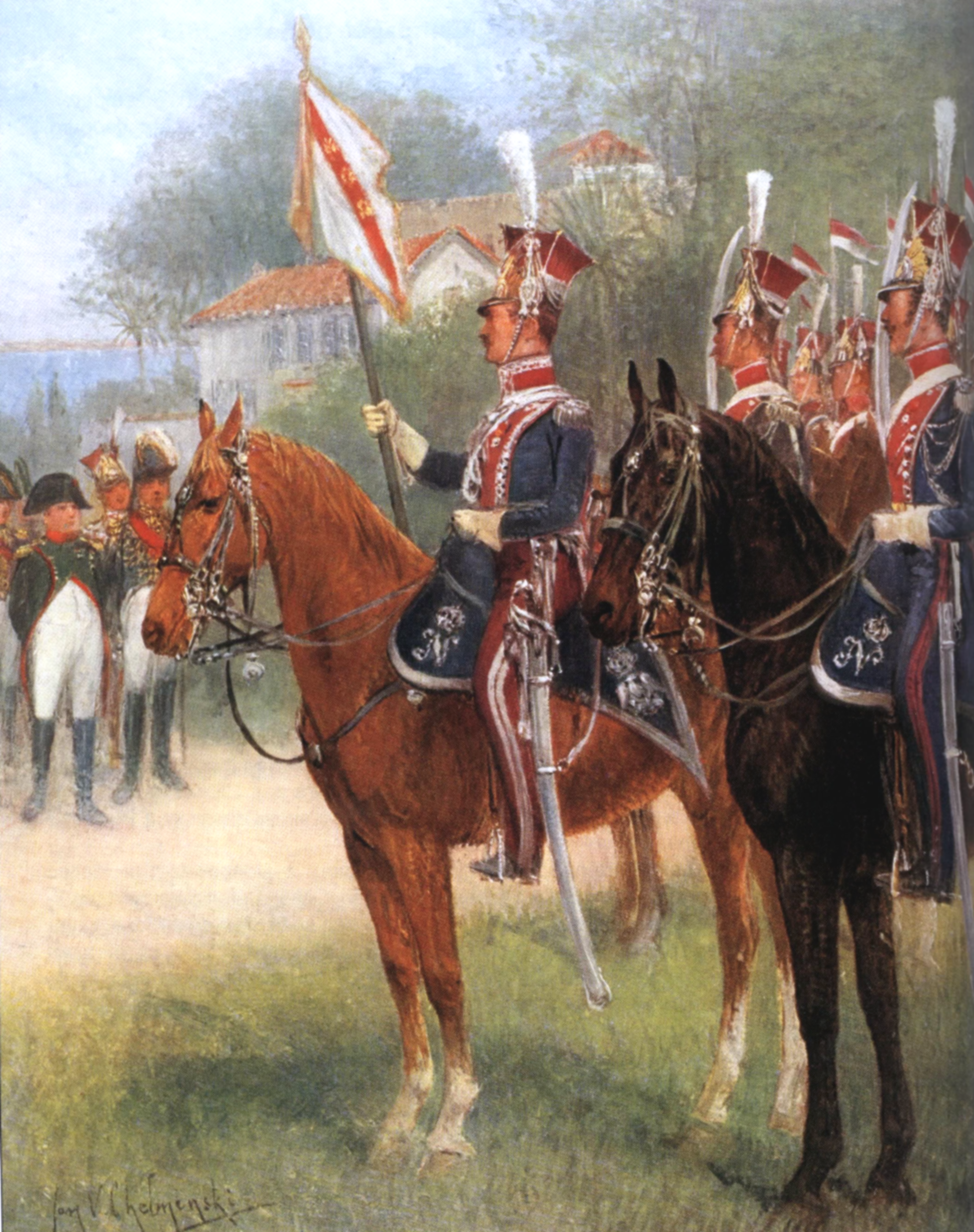
Szwadron Elby

1 Pułk Szwoleżerów-Lansjerów Gwardii Cesarskiej, właściwie 1 Pułk Lekkokonny (Polski) Gwardii Cesarskiej (fr. 1er régiment de chevau-légers lanciers polonais de la Garde impériale) – oddział polskich szwoleżerów z epoki napoleońskiej pod dowództwem Wincentego Krasińskiego, istniejący w latach 1807–1815.
Wchodził w skład Gwardii Cesarskiej I Cesarstwa Francuskiego. Wziął udział między innymi w szarży na przełęczy Somosierra, w bitwach pod Wagram, nad Berezyną i pod Hanau.

## Początki
Starania Polaków o utworzenie prestiżowego oddziału w Gwardii Cesarskiej datowały się już od 1804 roku. Napoleon skłonił się ku temu podczas kampanii 1806/1807 w Polsce. Towarzyszyła mu Gwardia Honorowa Polska złożona z młodzieży arystokratycznej i średnioszlacheckiej, której dowódcami byli późniejsi oficerowie pułku Wincenty Krasiński, Tomasz Andrzej Łubieński i Jan Kozietulski. Gwardziści odznaczyli się pod Pułtuskiem i Łopacinem. Nie wiadomo, czy ostateczna decyzja o utworzeniu oddziału polskich szwoleżerów gwardii wiązała się z myślą o swoistym zabezpieczeniu wierności polskiego ziemiaństwa, wcale nie tak jednomyślnie popierającego Napoleona czy stanowiła dowód uznania cesarza dla wkładu Polaków w jego zwycięstwa. Stworzenie polskiego pułku w Gwardii Cesarskiej nie miało znaczenia militarnego, jednak poprzez jego skład wywodzący się z elity narodu wiązało ją bezpośrednio ze „sprawą” Napoleona, a jednocześnie, co dla nowej dynastii miało również znacznie, skojarzyło tę ostatnią z ważnymi europejskimi rodami arystokratycznymi. Dekret tworzący oddział Napoleon podpisał 6 kwietnia 1807 w Finckenstein (Kamieńcu Suskim).
Pułk miał być jednostką elitarną. Składał się wyłącznie z ochotników przyjmowanych z zachowaniem cenzusu majątkowego i stanowego – chłopów do pułku nie przyjmowano. W efekcie korpus oficerski pułku stanowili prawie w całości przedstawiciele rodów magnackich i bogatej szlachty, a żołnierzami była w większości szlachta. Wzbudziło to pewne niezadowolenie wśród weteranów, którymi mieli dowodzić niedoświadczeni młokosi. Dla niektórych doświadczonych legionistów zabrakło miejsc oficerskich. Pułk formował się w koszarach Mirowskich w Warszawie. Pierwsza kompania pierwszego szwadronu w sile 125 koni pod dowództwem Tomasza Łubieńskiego gotowa była do wymarszu do Francji w czerwcu 1807. Publiczny pokaz umiejętności szwoleżerskich wzbudził wśród warszawiaków powszechne uznanie.

## Organizacja, umundurowanie i uzbrojenie
Według dekretów organizacyjnych (nominacyjnych) wydanych 7 kwietnia dowódcą pułku został Wincenty Krasiński (ojciec poety Zygmunta). Pułk miał się składać ze sztabu i czterech szwadronów dzielących się na dwie kompanie (półszwadrony) po 125 żołnierzy każda. W skład kompanii wchodziło 5 plutonów.
Stanowiska podpułkowników (grosmajorów) i jednocześnie instruktorów objęli Francuzi: Charles Delaitre z mameluków gwardii i Pierre Dautancourt z żandarmerii wyborowej. Dowódcami dwóch pierwszych szwadronów zostali Tomasz Łubieński i Jan Kozietulski. Dołączyli do nich później Ferdynand Stokowski, i Henryk Kamieński. Wśród dowódców plutonów byli: Antoni Potocki, Paweł Jerzmanowski, Łukasz Wybicki (syn Józefa Wybickiego), Józef Szymanowski, Józef Jankowski, Seweryn Fredro.
Stan pułku liczył 60 oficerów i ok. 1000 żołnierzy. W 1812 r. sformowano piąty szwadron, dowództwo którego objął Paweł Jerzmanowski. Na początku 1813 roku do pułku włączono resztki 3 Pułku Szwoleżerów Litewskich, oddział żandarmów litewskich i kompanię Tatarów co zwiększyło liczbę kompanii do trzynastu. W maju i czerwcu tego roku zwiększono liczbę kompanii do piętnastu (117 oficerów i 1775 żołnierzy). W grudniu 1813 roku przywrócono starą organizację pułku, czyli 4 szwadrony i 8 kompanii. Z reszty sformowany został 3 pułk eklererów gwardii pod dowództwem Jana Kozietulskiego. Polscy szwoleżerowie gwardii byli – zgodnie z przydziałem – na żołdzie francuskim. W 1809 roku (po bitwie pod Somosierrą 30 listopada 1808) pułk został zaliczony do Starej Gwardii.
W starszeństwie oddziałów Gwardii następował po strzelcach konnych, a wyprzedzał mameluków. Po pierwszej abdykacji Napoleona (6 kwietnia 1814) połączono szwoleżerów i eklererów w jeden pułk wyłączając z niego szwadron Pawła Jerzmanowskiego, który udał się ze swoim wodzem na Elbę. 1 maja 1814 r. wyłączono pułk z armii francuskiej i włączono do polskiej, a 7 czerwca w Saint Denis zaprezentował on się przed nowym wodzem, wielkim księciem Konstantym i wyruszył do Polski.
Projektując mundury szwoleżerów wzorowano się na kawalerii narodowej sprzed 1794 r. Granatowa kurtka miała amarantowy kołnierz, mankiety i wyłogi. Obcisłe granatowe spodnie (rajtuzy) były podszyte skórą i ozdobione amarantowym, pojedynczym lampasem. Kołnierz i wyłogi munduru paradnego zdobił dodatkowo srebrny wężyk, a rajtuzy dwa amarantowe lampasy (mundury paradne oficerskie były biało-amarantowe). Wysokie na 22 cm czapki miały blachę naczelną z mosiądzu (oficerowie ze srebra) ze wschodzącym słońcem i złotą literą „N” na srebrnym tle oraz srebrne (oficerowie) lub białe (żołnierze) kordony. W wersji paradnej nad czapką powiewała 47 centymetrowa kita z czaplich, strusich lub kapłonich białych piór, a z boku doczepiona była kokarda „tricolore” ze srebrnym, przykrywającym ją, krzyżem maltańskim. Oficerowie nosili granatowe, a żołnierze białe płaszcze.
Szwoleżerowie byli uzbrojeni w szable, początkowo pruskie, kiepskiej jakości, a od marca 1809 we francuskie. Również pruskie karabinki i pistolety wymieniono stopniowo na francuskie mousquetonnes (karabinki jazdy). Lance o długości 2,08 m z biało-amarantowymi proporczykami otrzymali dopiero na przełomie 1809 i 1810 r, po bitwie pod Wagram (6 lipca 1809), gdzie odebrali lance austriackim ułanom i dalej szarżowali z nimi. Wtedy też zmieniono nazwę oddziału na lansjerów (fr. 1er Régiment de Lanciers de la Garde Impériale).
Hymnem pułkowym był „Marsz trębaczy”:
Witamy was, witamy was,
Jeżeliście nasi kochajcie nas, kochajcie nas.
Witamy was, witamy was,
Jeżeliście wrogi szanujcie nas, szanujcie nas.
Do zwycięstw przywykli wkraczamy do was,
Obejścia wzglęgnego żądamy po was,
A wy się nic złego, a wy się nic złego
Nie bójcie od nas!
Do zwycięstw przywykli wkraczamy do was,
Polacy po świecie wojujemy was!
My za Polskę naszą i za sławę naszą
Wojujemy was!

## Szlak bojowy

### Hiszpania
W kwietniu 1808 pułk został partiami wysłany do Hiszpanii. Asystował w koronacji króla Józefa w Madrycie. W boju po raz pierwszy znalazł się 14 lipca 1808 r. pod Medina del Rio Seco (dwa szwadrony pod dowództwem Kozietulskiego).
30 listopada 1808 roku doszło do najsłynniejszej w historii szwoleżerów szarży, na przełęczy Somosierra. Brał w niej udział 3. szwadron dowodzony zastępczo przez Kozietulskiego. Szwadron był tego dnia odkomenderowany do bezpośredniej asysty przy cesarzu. Po załamaniu się francuskiego natarcia piechoty Napoleon wydał szwoleżerom rozkaz zdobycia wąwozu. Wąska droga wiodąca na szczyt (300 metrów różnicy poziomów na odcinku 2500 metrów) i ograniczona z obu stron metrowej wysokości murkiem kamiennym, a ponadto obsadzona topolami, uniemożliwiała atak plutonami, dlatego został on poprowadzony czwórkami w szyku kolumnowym. Po zdobyciu pierwszej baterii atakujący, nie zwalniając tempa szarży prowadzonej galopem, w ciągu ośmiu minut dotarli na szczyt przełęczy. Doprowadziło to w rezultacie do zdobycia wszystkich czterech baterii i otwarcia drogi przez wąwóz na Madryt dla całej armii.
Rozkaz ataku był tak trudny do wykonania, że pojawiają się głosy historyków twierdzące, iż Napoleonowi chodziło jedynie o demonstrację, pozorowany atak odwracający uwagę, który Kozietulski źle zrozumiał. Zdobycie szczytu przełęczy siłami jednego szwadronu wzbudziło zdumienie i zachwyt. Na szczęście Napoleon potrafił wykorzystać efekt szaleńczego ataku Polaków, posyłając w ślad za nimi posiłki. Kilkunastu szwoleżerów, którzy dotarli na szczyt, nie byłoby w stanie utrzymać pozycji.
Szarża przeszła do historii jako najefektowniejsze zwycięstwo polskiej kawalerii w czasie wojen napoleońskich i jednocześnie najtańsze zwycięstwo Napoleona. Stała się legendą i inspiracją dla twórczości literackiej i malarstwa. Na jej tle dochodziło i dochodzi nadal do sporów o wkład Polaków w zwycięstwa Napoleona, o zamiary cesarza w stosunku do Polski, a nawet o charakter interwencji francuskiej w Hiszpanii.
Pułk pozostał w Hiszpanii do lutego 1809 r. W tym czasie brał udział w zdobyciu Madrytu, a następnie w walkach marszałka Soulta z Anglikami w Portugalii. Stu szwoleżerów pod dowództwem Tomasza Łubieńskiego eskortowało Napoleona podczas jego powrotu do Paryża.

### 1809–1811
W marcu 1809 roku pułk wszedł w skład armii przygotowywanej do wojny z Austrią. 22 maja szwoleżerowie bili się pod Essling.
6 lipca 1809 roku w bitwie pod Wagram szwoleżerowie popisali się znów szarżą, która umocniła ich legendę. W brawurowym ataku rozbili pułk ułanów księcia Schwarzenberga, czym zapobiegli odcięciu armii od mostów na Dunaju. W czasie szarży odebrali ułanom ich lance i już z tą bronią atakowali dalej. Należy zaznaczyć, że większość ułanów Schwarzenberga stanowili Polacy z Galicji. W związku z tym wydarzeniem Napoleon miał powiedzieć: Dać im te lance, jeśli tak dobrze umieją się nimi posługiwać. Nastąpiła w związku z tym zmiana nazwy oddziału na szwoleżerów-lansjerów.
Rok 1810 i 1811 to w historii pułku czas odpoczynku, służby dworskiej, odbierania nagród i uzupełnień strat osobowych. Tylko około 400 lansjerów walczyło w Hiszpanii nad Ebro pod dowództwem grosmajora Ch. Delaitre’a oraz kapitanów Radzimiśkiego i Fredry. Oddział szwoleżerów eskortował parę cesarską w podróży do Belgii, a samego Napoleona w jego inspekcji nadmorskich prowincji cesarstwa. Główną kwaterą pułku było Chantilly. Kozietulski otrzymał oficerską gwiazdę Legii Honorowej, przedstawiony został do polskiego orderu Virtuti Militari oraz otrzymał tytuł barona. Wincenty Krasiński został generałem brygady i hrabią. Wielu innych żołnierzy i oficerów otrzymało odznaczenia za męstwo i awanse.

### Rosja
20 lutego 1812 roku pułk otrzymał rozkaz wymarszu do Niemiec. 11 marca został skoncentrowany w Toruniu. 1 maja przekroczył (powiększony o sformowany w Poznaniu piąty szwadron) wschodnią granicę Księstwa Warszawskiego. 22 czerwca 1812 roku Napoleon wydał w Wiłkowyszkach odezwę o wybuchu II wojny polskiej, co oznaczało wojnę z Rosją.
W pierwszym etapie wojny pułk przydzielony został do cesarskiej Kwatery Głównej, a jeden szwadron stanowił osobistą ochronę marszałka Davouta. Szwoleżerowie spełniali często funkcje policyjne. Bili się pod Wilnem (28 czerwca 1812), Mohylewem (22 lipca 1812) i Smoleńskiem (16 sierpnia 1812). W bitwie pod Borodino stanowili rezerwę. Do Moskwy wkroczył z Napoleonem tylko szwadron służbowy (pozostałe kilka dni później). Eskorta pięćdziesięciu szwoleżerów-lansjerów wyprowadziła cesarza z płonącego Kremla.
Wysokie morale i dyscyplina szwoleżerów ujawniły się podczas odwrotu Wielkiej Armii. Byli jedną z nielicznych jednostek, która zachowała zdolność bojową do końca. 25 października 1812 walczyli pod Borowskiem i Małojarosławcem z Kozakami. W tym też dniu służbowy szwadron uratował Napoleona pod Horodnią przed dostaniem się w ręce Kozaków. 17 listopada szwoleżerowie wzięli udział w bitwie pod Krasnem a 28 listopada walczyli nad Berezyną. 5 grudnia Napoleon opuścił wojsko udając się do Paryża. Towarzyszyła mu do Oszmiany 7. kompania szwoleżerów (nowo przybyłe uzupełnienie), jako osobista eskorta. Pułk eskortował cesarski skarbiec. Do Wilna dotarł 9 grudnia. W kampanii pułk poniósł ogromne straty. Pod koniec grudnia liczył tylko 374 ludzi; koni było jeszcze mniej. Jego liczebność była jednak i tak większa niż wszystkich pozostałych pułków konnych gwardii. Szwoleżerowie zyskali sobie wielkie uznanie przeciwników. Kozacy, którzy w ostatniej fazie odwrotu byli prawdziwą zmorą resztek Wielkiej Armii, niejednokrotnie uciekali na sam widok szwoleżerskich patroli.

### 1813–1815
Walcząc w kampanii 1813 I Pułk Szwoleżerów – Lansjerów Gwardii przechodził jednocześnie reorganizację i dokonywał uzupełnień stanu liczbowego. Wiosną cztery szwadrony pułku (dowódcy: Wincenty Krasiński, Dominik Radziwiłł, Paweł Jerzmanowski, Dezydery Chłapowski) brały udział w bitwach pod Lützen (2 maja), Bautzen (5 maja), Budziszynem i Reichenbach (22 maja) (Dzierżoniów). 12 lipca, odtworzony, liczący siedem szwadronów pułk, wszedł w skład nowej Wielkiej Armii. Pułk podzielono na dwa regimenty. Sześć kompanii znalazło się w dywizji kawalerii Starej Gwardii generała Walthera. Osiem młodszych kompanii i kompania Tatarów włączone zostały do II dywizji lekkiej kawalerii gwardii generała Lefevre’a. Pierwszy regiment pod dowództwem Seweryna Fredro towarzyszył Napoleonowi. W bitwie pod Peterswalde (17 września) rozbił pruski pułk huzarów lejbgwardii dowodzony przez syna generała Blüchera. W bitwie pod Lipskiem (18 i 19 października) brały udział oba regimenty. Po bitwie zniechęcenie ogarnęło na pewien czas nawet elitarnych szwoleżerów. Zdarzył się bezprecedensowy w dziejach pułku wypadek. Około pięćdziesięciu żołnierzy zdezerterowało. Pod Hanau (30/31 października) kolejną wspaniałą szarżą dokonaną wraz z pozostałą kawalerią gwardii, szwoleżerowie otworzyli resztkom armii drogę powrotu do Francji.
W kampanii obronnej Francji roku 1814 szwoleżerowie i eklererzy brali udział prawie we wszystkich bitwach. Walczyli pod Saint Dozier (27 stycznia), Brienne-le-Château (29 stycznia), La Rohtiere (2 lutego), Champaubert (10 lutego), Montmirail (11 lutego), Vauchamps (14 lutego), Montereu (18 lutego), Troyes (24 lutego), Berry-au-Bac (5 marca), Craonne (7 marca), Laon (8 marca), Reims (13 marca), La Fere-Champenoise (28 marca), Arcis-sur-Aube (20 i 21 marca), Vitry (23 marca), St. Dizier (26 marca), Bourget (29 marca). Brali udział w obronie Paryża (30 marca).
Do końca pozostali wierni Napoleonowi. Po zdradzie marszałka Marmonta osłaniającego Fontainebleau, Kozietulski poprowadził oba polskie pułki gwardii do Fontainebleau. Tu po raz ostatni Napoleon przeprowadził przegląd swoich polskich gwardyjskich oddziałów. Po jego abdykacji zwycięzcy wyłączyli szwoleżerów z francuskiej armii. Szwoleżerowie wrócili 8 września 1814 roku do ponownie zajętego przez zaborców kraju, wchodząc do nowo powstałej armii Królestwa Polskiego.
Stukonny szwadron ochotników pod dowództwem majora Pawła Jerzmanowskiego towarzyszył Napoleonowi na Elbie (Szwadron Elby). Podczas „marszu na Paryż” szwadron znajdował się w awangardzie oddziału Napoleona. W okresie „stu dni”, liczący 225 osób polski oddział, włączony był do dywizji czerwonych lansjerów generała Colberta i zachował polskie mundury (w dekrecie pozbawiającym cudzoziemców możliwości służby w gwardii, Napoleon zrobił wyjątek dla Szwadronu Elby). Pomimo odezwy wielkiego księcia Konstantego wzywającej Jerzmanowskiego do odprowadzenia, pod groźbą surowych kar, szwadronu do kraju, szwoleżerowie walczyli pod Ligny i Waterloo (18 czerwca 1815). Po przegranej, Szwadron Elby wycofał się wraz z marszałkiem Davoutem za Loarę. 1 października 1815 roku żołnierzy szwadronu zwolniono ze służby francuskiej, po czym większość z nich wróciła do Polski.

## Lista żołnierzy pułku
Materiały archiwalne dotyczący żołnierzy I Pułku znajdują się w księgach rodowodowych zwanych Registre-Matricule.
Pierwsza z nich, rozpoczęta 14 kwietnia 1807 roku w Warszawie, obejmuje szwoleżerów o numerach ewidencyjnych od 1 do 1800. Sięga ona po 27 lutego 1812 roku.
Druga księga, prowadzona według tego samego wzoru, została również sporządzona 27 lutego 1812 r. Obejmuje ona szwoleżerów-lansjerów zarejestrowanych pod numerami 1801 – 3508. Ostatni szwoleżer dopisany został 25 lutego 1814 roku. W rejestrze odnotowano nie tylko wstępujących bezpośrednio do I Pułku, ale także żołnierzy 3 Pułku Litewskiego Szwoleżerów i szwadronu litewskich Tatarów, którzy zostali włączeni do I Pułku.
Księga trzecia dotyczy 3 Pułku Eklererów. Otwarto ją 1 stycznia, a zamknięto 21 marca 1814. Obejmuje ona numery od 1 do 934. Wreszcie czwarta księga odnosi się do pułku szwoleżerów-lansjerów gwardii odtworzonego w 1815 roku, a rozwiązanego po paru miesiącach, po upadku Napoleona. Znajdują się tu nazwiska około 200 Polaków, zarówno ze Szwadronu Elby, jak też ostatnich ochotników.
Łącznie wszystkie księgi obejmują nazwiska 4800 Polaków i Francuzów.

## Koniec istnienia i tradycja
Finalnym akcentem istnienia formacji był następujący list datowany 16 lutego 1815 roku i – jako ostatni dokument – opatrzony owalną pieczęcią Pułku Lekkokonnych Gwardii:

Do Iaśnie Oświeconey Izabelli z Hrabiów Flemingów. Xiężny Czartoryskiey
Mościa Xiężno!
Korpus oficjerów niegdyś pierwszego Regimentu Lekkokonnego polskiego Gwardyi Cesarskiey, w zmianie dzisiejszey świata, po tylo-letnim boiu chcąc dać Waszey Xiążęcey Mości dowód uszanowania które Jey cnoty, Jey przywiązanie do Oyczystey ziemi w nich wznieciło, ofiaruią Jey ieden ze Sztandarów ich Regimentu do zbiorów Świętych pamiątek sławy kraiowey, które przez Waszą Xiążęcą Mość zebrane zostaną obcym rękom i samemu czasowi wydarte. Ten znak w stu zwycięstwach przewodząc był na murach Madrytu, Wiednia i Kremlinu zatkniętym. Tysiące młodzi polskiey za nim idąc sądzili się być szczęśliwemi krew dla Oyczyzny i dla iey sławy przelewać.
Chciey Wasza Xiążęca Mość widzieć w tey Ofierze dowód tych uczuciów które dla niey każden Polak winien i razem przyiąć oświadczenie naszego poważania.
Imieniem Oficjerów, Generał Dywizyi, Niegdyś Półkownik tegoż Regimentu Hrabia Krasiński

W czasach II Rzeczypospolitej tradycje I Pułku szwoleżerów gwardii kultywował 1 Pułk Szwoleżerów Józefa Piłsudskiego, elitarna jednostka kawalerii, której 2 szwadron był zwyczajowo szwadronem przybocznym prezydenta Rzeczypospolitej.
W połowie sierpnia w Ciechanowie i Opinogórze odbywają się widowiska „Powrót szwoleżerów” organizowane przez Urząd Miasta Ciechanów, Muzeum Romantyzmu w Opinogórze, Ośrodek Studiów Epoki Napoleońskiej Wyższej Szkoły Humanistycznej im. Aleksandra Gieysztora, Starostwo Powiatowe w Ciechanowie, Urząd Gminy w Opinogórze, Muzeum Szlachty Mazowieckiej, Centrum Kultury i Sztuki oraz dowództwo miejscowego garnizonu. W widowiskach bierze udział wiele oddziałów rekonstruujących wojska epoki napoleońskiej z Anglii, Białorusi, Litwy, Łotwy, oraz liczne grupy historyczne z Polski.